# Megaselia qurigolensis
Megaselia qurigolensis (лат.) — вид мелких мух-горбаток рода Megaselia из подсемейства Metopininae (двукрылые горбатки). Эндемик Ирана.

## Распространение
Центральная Азия, Иран (провинция Восточный Азербайджан, Qurigol, 37°54.736’ N, 46°41.617’ E, высота 1928 м).

## Описание
Мелкие мухи длиной около 1 мм. Длина крыльев от 1,5 до 2,0 мм. Лоб с очень тонкими микротрихиями. Щека с 4 щетинками. Ноги желтовато-коричневые. Грудь коричневая с 3 нотоплевральными щетинками, без расщелины перед ними; мезоплевра с мелкими волосками. Брюшко серовато-коричневое, с мелкими волосками. Вид был впервые описан в 2019 году иранскими энтомологами Р. Н. Хамени с коллегами (Khameneh R. N., S. Khaghaninia, N. Maleki-Ravasan; University of Tabriz, Тебриз, Иран) и британским диптерологом Генри Диснеем (R. Henry L. Disney; Department of Zoology, Кембриджский университет, Кембридж, Великобритания). Видовое название дано по имени места обнаружения (Qurigol).